# Diogenichthys
A Diogenichthys a sugarasúszójú halak (Actinopterygii) osztályának Myctophiformes rendjébe, ezen belül a gyöngyöshalfélék (Myctophidae) családjába tartozó nem.

## Rendszerezés
A nembe az alábbi 3 faj tartozik:
- Diogenichthys atlanticus (Tåning, 1928)
- Diogenichthys laternatus (Garman, 1899) - típusfaj
- Diogenichthys panurgus Bolin, 1946